# ولیکی ویدم
ولیکی ویدم (اسلوونیایی: Veliki Videm) یک زیستگاه انسانی در اسلوونی است که در Lower Carniola واقع شده‌است.

## خصوصیات
ولیکی ویدم ۰٫۹۱ کیلومترمربع مساحت و ۵۹ نفر جمعیت دارد و ۳۶۳٫۴ متر بالاتر از سطح دریا واقع شده‌است.